# Max Lorenz
Max Lorenz (Max Sülzenfuß) (Düsseldorf, 10 de maig de 1901 - Salzburg, 11 de gener de 1975) va ser un cèlebre tenor alemany.

## Inicis
Va estudiar amb Ernst Grenzebach a Berlin debutant a la Semperoper de Dresden el 1927 - Walther en Tannhäuser - on va ser dirigit per Richard Strauss que el convidà a cantar en la seva òpera més recent, Die Ägyptische Helena.
Favorit dels directors Fritz Busch i Wilhelm Furtwängler, es va convertir ràpidament en un dels tenors heroics més famosos del món, com Tristany, Sigfrid, Parsifal, Tannhäuser, Walther a més de Otello, Florestan, Rienzi, Baco, Radames i Herodes.

## Bayreuth
Entre 1929 i 1944 va pertànyer a l'ensemble de la Berlin State Opera cantant en el Metropolitan Opera (1931-34), en el Covent Garden (1934-37) i en el Festival de Bayreuth on va ser favorit de Winifred Wagner i Ernst Tietjen entre 1933 i 1943.
Tenor estrella del festival, va ser admirat per Hitler. S'havia casat amb Charlotte Lorenz d'ascendència jueva que va evitar ser internada en el camp de concentració de Theresienstadt gràcies a la intervenció de figures de la cúpula del partit. Així mateix, la seva bisexualitat va originar tensions entre l'administració de Bayreuth i els dirigents nazis.

## Trajectòria
El 1935 va debutar al Teatro Colón (Buenos Aires) com a Tannhäuser seguit de Froh, Siegmund i Sigfrid en la tetralogia wagneriana dirigida per Fritz Busch, va tornar el 1937 (Tannhäuser i Walter), 1938 (Tristany i Isolda amb Anny Konetzni i Karin Branzell i Sigfrid) dirigit per Erich Kleiber que també va conduir les representacions de L'anell del nibelung el 1947 on va cantar Siegmund i Sigfrid al costat d'Astrid Varnay, Rose Bampton i Emmanuel List.
El 1948 fou Tristany amb Maria Callas a Gènova dirigits per Tullio Serafin i el 1950 va ser Tristany a La Scala dirigit per Victor de Sabata amb Gertrud Grob-prandl i Sigfrid sota Furtwängler amb Kirsten Flagstad. Va tornar a Bayreuth el 1952 i 1954 com Siegmund.
Cap a 1955 la seva veu va donar senyals de fatiga i es va refugiar en rols de tenor de caràcter, creant en el Festival de Salzburg Josef K a Der Prozess de Gottfried von Einem, Penelope de Rolf Liebermann i Das Bergwerk zu Falun de Rudolf Wagner-Régeny el 1961.
Va participar en diverses obres contemporànies i en rols de caràcter fins al seu retir. Es va dedicar a l'ensenyament i entre els seus alumnes es van comptar Jess Thomas i James King.
El 1950, fruit de la seva amistat amb Joan Antoni Bertrand, hereu d'una família industrial tèxtil barcelonina, formà part de les persones seleccionades per certificar que Montserrat Caballé es mereixia un mecenatge per part de la família. Els altres convidats foren Julius Katchen, reconegut pianista estatunidenc, que actuava sovint al Palau de la Música de Barcelona i la pianista Alícia de Larrocha.

## Discografia de referència
- Berg: Wozzeck / Karl Böhm
- Egk: Irische Legende / George Szell
- Liebermann: Penelope / Szell
- Pfitzner: Palestrina / Robert Heger
- R. Strauss: Ariadne auf Naxos / Böhm
- R. Strauss: Elektra / Dimitri Mitropoulos
- R. Strauss: Salome / Joseph Keilberth
- Von Einem: Der Prozess / Böhm
- Wagner: Der Fliegende Holländer / Fritz Reiner
- Wagner: Die Meistersinger / Wilhelm Furtwängler, Bayreuth 1943
- Wagner: Rienzi / Rother
- Wagner: Der Ring des Nibelungen / Furtwängler, La Scala 
  - Wagner: Die Walküre / Keilberth, Bayreuth 1954
- Wagner: Tristan und Isolde / Erich Kleiber, Buenos Aires 1938
- Wagner: Tristan und Isolde / Heger, Berlín 1943
- Wagner: Tristan und Isolde / Hans Schmidt-Isserstedt, Hamburg 1949
- Wagner: Tristan und Isolde / Victor de Sabata, La Scala 1950